# Karim Abdul Razak
Karim Abdul Razak Tanko (ur. 5 września 1961 w Kumasi) – ghański piłkarz grający na pozycji pomocnika. W swojej karierze rozegrał 62 mecze i strzelił 25 goli w reprezentacji Ghany.

## Kariera klubowa
Swoją karierę piłkarską Razak rozpoczął w klubie Cornerstones FC, w którym zadebiutował w 1972 roku i w którym grał do 1974 roku. W latach 1975–1978 był zawodnikiem Asante Kotoko SC. W tym okresie wywalczył z nim mistrzostwo Ghany w sezonie 1975 oraz zdobył dwa Puchary Ghany w sezonach 1976 i 1978.
W latach 1979–1980 Razak grał w amerykańskim New York Cosmos. W 1980 roku występował w emirackim Emirates Club, a w 1981 ponownie w Asante Kotoko, z którym został mistrzem kraju. W latach 1981–1982 był piłkarzem emirackiego Al-Ain FC. Z kolei w latach 1982-1985 grał w egipskim El Mokawloon SC. W sezonie 1982/1983 został z nim mistrzem Egiptu. W latach 1985–1987 znów był graczem Asante Kotoko. W latach 1986 i 1987 wywalczył z nim dwa mistrzostwa Ghany. Natomiast w latach 1988-1990 był piłkarzem iworyjskiego Africa Sports National. W sezonach 1988 i 1989 wywalczył z nim dwa mistrzostwa kraju, a w sezonie 1989 zdobył również krajowy puchar. W 1990 roku zakończył karierę.
W 1978 roku Razak został wybrany Afrykańskim Piłkarzem Roku.

## Kariera reprezentacyjna
W reprezentacji Ghany Razak zadebiutował w 1975 roku. W 1978 roku powołano go do kadry na Puchar Narodów Afryki 1978. Wystąpił w nim w pięciu meczach: grupowych z Zambią (2:1), w którym strzelił gola, z Nigerią (1:1) i z Górną Woltą (3:0), w którym strzelił gola, półfinałowym z Tunezją (1:0), w którym strzelił gola i w finałowym z Ugandą (2:0). Z Ghaną wywalczył mistrzostwo Afryki.
W 1984 roku Razak został powołany do kadry na Puchar Narodów Afryki 1984. Na tym turnieju zagrał w trzech meczach grupowych: z Nigerią (1:2), z Algierią (0:2) i z Malawi (1:0). W kadrze narodowej grał do 1990 roku. Wystąpił w niej 62 razy i strzelił 25 goli.

## Kariera trenerska
Po zakończeniu kariery piłkarskiej Razak został trenerem. Prowadził takie kluby jak: dwukrotnie Asante Kotoko SC, beniński AS Dragons FC de l’Ouémé i trzykrotnie malijski Stade Malien. Ze Stade Malien trzykrotnie został mistrzem kraju w latach 2001, 2002, 2006 oraz zdobył Puchar Mali w 2001 i 2006. W 2003 roku doprowadził Asante Kotoko do wywalczenia mistrzostwa Ghany.